# Tapperheten (1901)
Tapperheten, officiellt HM Pansarbåt Tapperheten, var ett pansarskepp i svenska flottan. Tapperheten, som var av Äran-klass, var systerfartyg till Äran, Wasa och Manligheten. Fartyget sjösattes den 7 november 1901, utrangerades des 13 juni 1947 och såldes den 9 januari 1952 till en skrotfirma i Stockholm för en halv miljon kronor. Skeppsklockan är numera kyrkklocka i kapellet på Vässarö i Stockholms skärgård.

## Utformning och bestyckning

### Skrov och maskineri
Tapperheten var byggd av nitat stål och var 89,7 meter lång och 15,02 meter bred. Maskineriet bestod av två stycken 3-cylindriga trippelexpanderande ångmaskiner som fick ånga ifrån åtta koleldade ångpannor. Detta maskineri avgav en effekt av 5 500 hästkrafter vilket fördelade på två propellrar resulterade i en maxfart på 16,5 knop.

### Bestyckning
Fartygets huvudbestyckning bestod av två stycken 21 cm kanoner m/98B i var sitt torn belägna på för- respektive akterdäck. Sekundärartilleriet bestod av sex stycken 15,2 cm kanoner m/98. En stor skillnad från tidigare pansarskeppsklasser var att dessa var uppställda i egna torn, istället för i kasematter. Vidare fanns sex stycken 57 mm kanoner m/89B samt två torpedtuber belägna under vattenlinjen för 45,7 cm torpeder. De båda ångsluparna som medfördes var bestyckade med var sin 37 mm kanon m/98B.

## Historia
Den 12 november lades beställningen för Tapperheten vid Kockums Mekaniska Verkstad, och man kom överens om att den färdiga pansarbåten skulle vara levererad till marinen inom 26 månader. Fartyget sjösattes den 7 november 1901 och nådde under provturen samma år drygt 17,7 knops fart. Två år senare togs hon i tjänst av flottan.
Den 28 januari 1914 gick Tapperheten på Stålbådans grund utanför Sandhamn och kunde, trots ihärdiga bärgningsförsök, inte dras loss. Fartyget blev därför kvar på revet under nära ett halvår innan man slutligen lyckades få loss henne. Under den följande reparationen genomfördes en del moderniseringar, men redan i oktober samma år kunde hon åter ansluta sig till kustflottan.
Vid andra världskrigets utbrott hade Tapperheten inte varit rustad på tolv år, men tjänade trots detta som flaggskepp för Karlskrona-avdelningen åren 1939–40. Under denna tid genomgick hon även en omfattande modernisering. Åren 1943–44 var hon ansluten till Stockholmseskadern men återvände till Karlskrona innan krigsslutet 1945.
Fartyget utrangerades den 13 juni 1947 och såldes 1952 till skrotfirman AB Väring, som sedan skrotade henne i Oxelösund.

## Bildgalleri

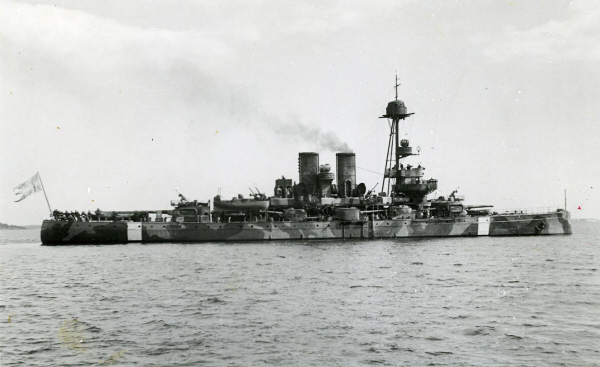
Tapperheten under andra världskriget med påmålade vita neutralitetsband.
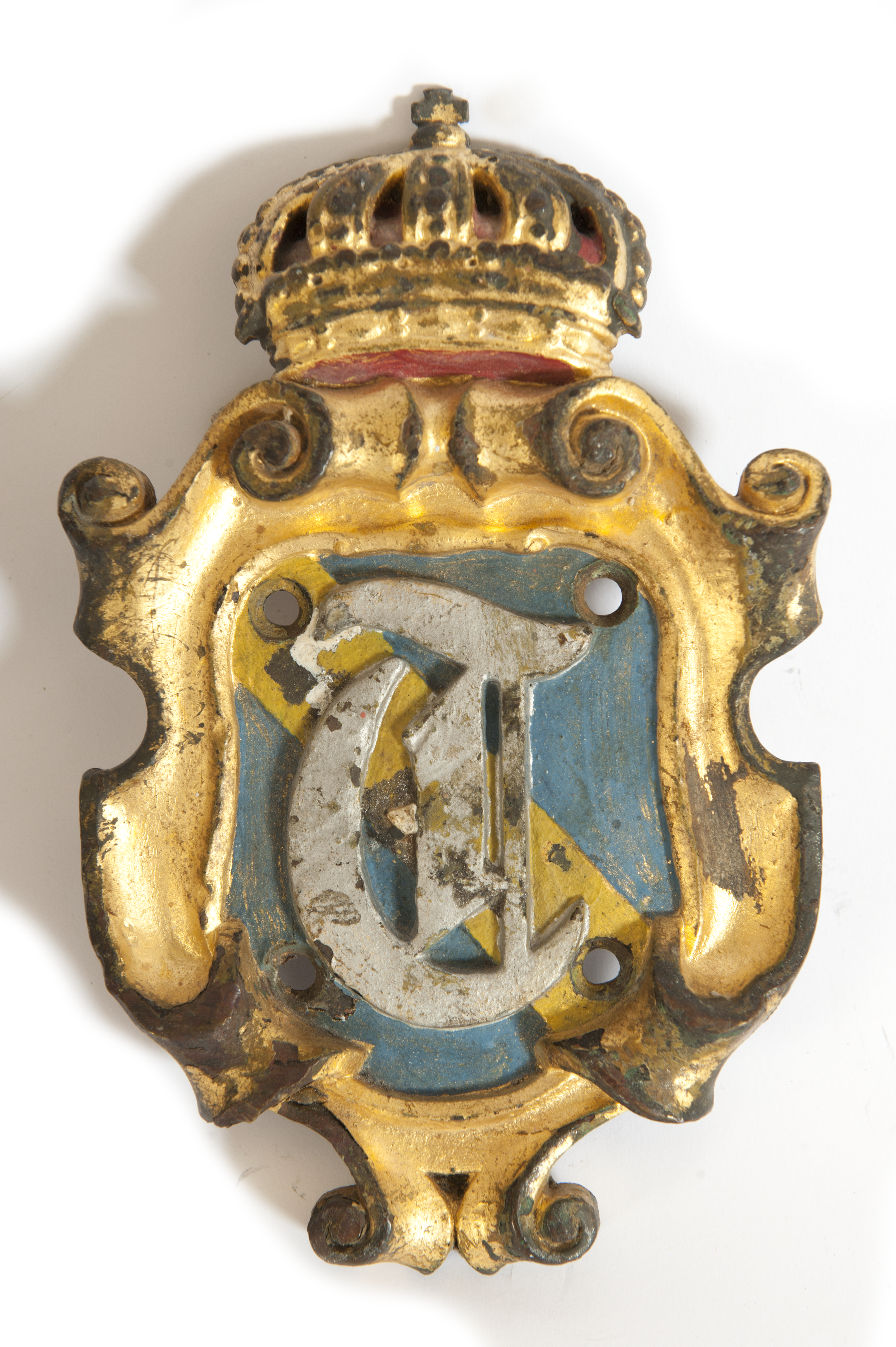
Stävmärke från Tapperheten.

## Långresor

### 1926
Reste tillsammans med HMS Manligheten.
Färdväg
1. Sverige
2. Amsterdam, Nederländerna
3. Portsmouth, England
4. Guernsey, Kanalöarna, England
5. Vlaardingen, Nederländerna
6. Sverige

### 1927
Reste tillsammans med HMS Manligheten.
Färdväg
1. Sverige
2. Plymouth, England
3. San Sebastián, Spanien
4. Bilbao, Spanien
5. Rotterdam, Nederländerna
6. Sverige